# Innocent Egbunike
Innocent Egbunike (Nigeria, 30 de noviembre de 1961) fue un atleta nigeriano, especializado en la prueba de 400 m en la que llegó a ser subcampeón mundial en 1987.

## Carrera deportiva
En el Mundial de Roma 1987 ganó la medalla de plata en los 400 metros, corriéndolos en un tiempo de 44.56 segundos, llegando a la meta tras el alemán Thomas Schönlebe y por delante del estadounidense Butch Reynolds.